# Ernst Teschner
Ernst Teschner (* 2. Februar 1874 in Karlsbad, Österreich-Ungarn; † 19. Januar 1946 ebenda, Tschechoslowakei) war ein tschechoslowakischer Politiker der deutschen Minderheit.

## Leben
Teschners Vater Heinrich Teschner war Buchdrucker. Er selbst besuchte die Bürgerschule in Karlsbad sowie die Lehrerbildungsanstalt in Leitmeritz. Anschließend studierte er Anglistik in London und wurde Fachlehrer für Englisch in Karlsbad. Er war im völkischen Turnwesen aktiv und vor 1919 Anhänger der Deutschradikalen-Partei. Im Ersten Weltkrieg war er von 1914 bis 1918 Frontsoldat. 
1919 trat Teschner der Deutschen Nationalsozialistischen Arbeiterpartei bei, für die er ab 1923 im Stadtparlament von Karlsbad saß. Von 1925 bis 1933 war Teschner Mitglied des Senats der Tschechoslowakei für den Wahlkreis Karlsbad-Laun. Im Januar 1939 – mit Wirkung zum 1. November 1938 – trat er in die NSDAP ein.
Teschner war auch als Schriftsteller tätig und verfasste Gedichte, zumeist mit völkischem Inhalt.